# Dean Turner

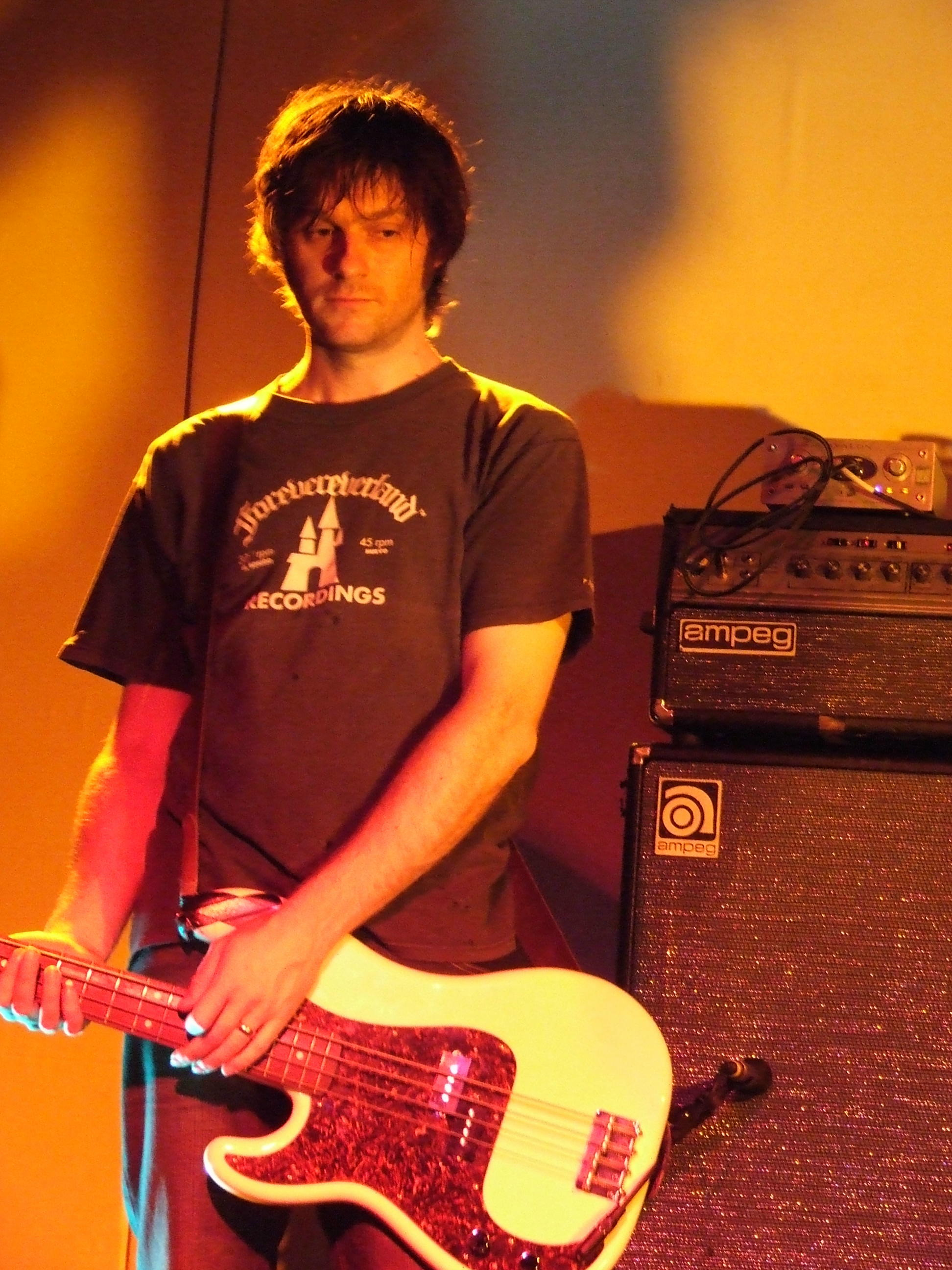
Dean Turner (2006)

Dean Turner (Geelong, 6 januari 1972 - Melbourne, 21 augustus 2009) was  een Australisch rockmuzikant en platenproducer.
Turner begon in 1990 bas te spelen en vormde in 1991 met zijn toenmalige partner Adalita Srsen, het duo "Deer Bubbles". In 1992 vormde het paar, samen met de gitarist  Daniel Herring, een nieuwe groep onder de naam " The Jim Jims". Nadat ook de drummer Adam Robertson lid werd, veranderden zij hun naam in  "Magic Dirt".
Onder de naam Dean Dirt was Turner ook platenproducer voor een aantal Australische groepen, waaronder albums voor "The Red Sun Band", "Sons Of The Sun" en "Violent Soho". Turner overleed in augustus 2009 aan longkanker.